# Hardy Krüger
Hardy Krüger, pseudonimo di Eberhard August Franz Ewald (Berlino, 12 aprile 1928 – Palm Springs, 19 gennaio 2022), è stato un attore e documentarista tedesco.

## Biografia
Dal 1941 Krüger fece parte della "Scuola Adolf Hitler" presso l'Ordensburg Sonthofen. Nel 1944, all'età di 16 anni, fu arruolato forzatamente nella fanteria tedesca. Nel marzo del 1945 entrò nella 38. SS-Grenadier-Division "Nibelungen", con la quale fu coinvolto in pesanti combattimenti finché non venne fatto prigioniero dagli americani. Una volta liberato, partì per una tournée teatrale con la Compagnia di Stato di Amburgo e iniziò nel contempo a recitare anche per la radio.
Già all'età di quindici anni, le sue caratteristiche fisiche nordiche, con i capelli biondi, gli occhi azzurri e il portamento severo e inflessibile, gli avevano consentito l'ingresso nel mondo del cinema con il film Giovane aquila (1944). Ripresa la carriera nel 1949, Krüger ottenne un certo successo in patria con ruoli a lui congeniali di personaggi militareschi, anche se l'attore conquistò la popolarità in altri generi, come nel dramma Illusione donna (1952) e nel film d'avventura Liana la figlia della foresta (1956), che lo imposero all'attenzione del cinema internazionale. L'anno successivo fu chiamato in Gran Bretagna dalla casa produttrice Rank Organisation, che ne fece il protagonista del film bellico Sfida agli inglesi (1957) di Roy Ward Baker, la storia di un pilota tedesco che riesce a evadere da un campo di prigionia inglese in Canada e L'inchiesta dell'ispettore Morgan (1959) di Joseph Losey, in cui interpretò uno straniero che intraprende a Londra una relazione con una donna (Micheline Presle) più anziana di lui.
Dagli anni sessanta, Krüger divenne popolare a livello internazionale, grazie alla partecipazione a diverse produzioni di successo, quali Hatari! (1962) di Howard Hawks con John Wayne ed Elsa Martinelli, girato in Tanganica, dove Krüger, da tempo innamorato dell'Africa, mise a disposizione la propria tenuta Ngongongare Farm quale set per il film. Negli anni successivi continuò ad apparire in pellicole di genere bellico e avventuroso, come Il volo della fenice (1965) di Robert Aldrich, in cui interpretò Heinrich Dorfmann, il rigido ingegnere che si scontra ripetutamente con il capitano Towns (James Stewart), ruolo che gli fece guadagnare una candidatura al Golden Globe. Negli anni settanta Krüger continuò la sua attività sui set internazionali, distinguendosi in particolar modo in Barry Lyndon (1975) di Stanley Kubrick, grazie al ruolo del capitano Potzdorf, e in kolossal bellici quali Quell'ultimo ponte (1977) e I 4 dell'Oca selvaggia (1978), mentre in Europa si dedicò prevalentemente alla realizzazione di documentari. Successivamente interpretò il ruolo del feldmaresciallo Erwin Rommel nello sceneggiato televisivo Ricordi di guerra (1988).

## Vita privata
Nel 1945 il diciassettenne Krüger divenne padre di Christiane, avuta dall'attrice Renate Densow (1918-2006), che sposò nel 1950 e dalla quale divorziò nel 1964. Dal secondo matrimonio con Francesca Marazzi, durato dal 1964 al 1977, Krüger ebbe altri due figli, Malaika, nata nel 1967, e Hardy Krüger Jr., nato nel 1968. La sua terza moglie fu Anita Park, sposata nel 1978. Durante gli anni sessanta e settanta, Krüger visse al ranch "Hatari Lodge", dove venne girato il film Hatari! (1962), nei pressi del Monte Meru (Tanzania).

## Filmografia
- Giovane aquila (Junge Adler), regia di Alfred Weidenmann (1944) (con il nome di Eberhard Krüger)
- Diese Nacht vergess ich nie, regia di Johannes Meyer (1949)
- Genoveffa la racchia (Kätchen für alles), regia di Ákos Ráthony (1949)
- Das Fräulein und der Vagabund, regia di Albert Benitz (1949)
- Das Mädchen aus der Südsee, regia di Hans Müller (1950)
- Insel ohne Moral, regia di Volker von Collande (1950)
- Schön muß man sein, regia di Ákos Ráthony (1951)
- Mein Freund, der Dieb, regia di Helmut Weiss (1951)
- Ich heiße Niki, regia di Rudolf Jugert (1952)
- Alle kann ich nicht heiraten, regia di Hans Wolff (1952)
- Illusione donna (Illusion in Moll), regia di Rudolf Jugert (1952)
- La vergine sotto il tetto (The Moon is Blue), regia di Otto Preminger (1953) (versione tedesca Die Jungfrau auf dem Dach)
- Quando mi sei vicino (Solange Du da bist), regia di Harald Braun (1953)
- Muß man sich gleich scheiden lassen?, regia di Hans Schweikart (1953)
- Ich und Du, regia di Alfred Weidenmann (1953)
- Der letzte Sommer, regia di Harald Braun (1954)
- An der schönen blauen Donau, regia di Hans Schweikart (1955)
- Der Himmel ist nie ausverkauft, regia di Alfred Weidenmann (1955)
- Alibi, regia di Alfred Weidenmann (1955)
- Liana la figlia della foresta (Liane, das Mädchen aus dem Urwald), regia di Eduard von Borsody (1956)
- Die Christel von der Post, regia di Karl Anton (1956)
- Stanza blindata 713 (Banktresor 713), regia di Werner Klinger (1957)
- Liana, la schiava bianca (Liane, die weiße Sklavin), regia di Hermann Leitner (1957)
- Missione diabolica (Der Fuchs von Paris), regia di Paul May (1957)
- Sfida agli inglesi (The One That Got Away), regia di Roy Ward Baker (1957)
- Confessi, dottor Korda! (Gestehen Sie, Dr. Corda!), regia di Josef von Báky (1958)
- Uno straniero a Cambridge (Bachelor of Hearts), regia di Wolf Rilla (1958)
- Il resto è silenzio (Der Rest ist Schweigen), regia di Helmut Käutner (1959)
- L'inchiesta dell'ispettore Morgan (Blind Date), regia di Joseph Losey (1959)
- Die Gans von Sedan, regia di Helmut Käutner (1959)
- Boomerang (Bumerang), regia di Alfred Weidenmann (1960)
- Un taxi per Tobruk (Un taxi pour Tobrouk), regia di Denys de La Patellière (1961)
- Zwei unter Millionen, regia di Wieland Liebske e Victor Vicas (1961)
- Liane, die Tochter des Dschungels, regia di Hermann Leitner (1961)
- Der Traum von Lieschen Müller, regia di Helmut Käutner (1961)
- Hatari!, regia di Howard Hawks (1962)
- L'uomo senza passato (Les dimanches de Ville d'Avray), regia di Serge Bourguignon (1962)
- Le quattro verità (Les 4 vérités), episodio 1 (La morte e il carnefice), regia di Luis García Berlanga (1962)
- Il triangolo del delitto (Le gros coup), regia di Jean Valère (1964)
- Amori di una calda estate (Los pianos mecánicos), regia di Juan Antonio Bardem (1965)
- Ossessione nuda (Le chant du monde), regia di Marcel Camus (1965)
- Il volo della fenice (The Flight of the Phoenix), regia di Robert Aldrich (1965)
- L'affare Goshenko (L'espion/The Defector), regia di Raoul Lévy (1966)
- Femmina (La grande sauterelle), regia di Georges Lautner (1967)
- Le franciscain de Bourges, regia di Claude Autant-Lara (1968)
- La monaca di Monza, regia di Eriprando Visconti (1969)
- L'armata rossa alla liberazione dell'Europa (Osvobozhdenie), regia di Yuri Ozerov e Julius Kun (1969)
- La battaglia della Neretva (Bitka na Neretvi), regia di Veljko Bulajić (1969)
- Il segreto di Santa Vittoria (The Secret of Santa Vittoria), regia di Stanley Kramer (1969)
- La tenda rossa (Krasnaya palatka), regia di Michail Kalatozov (1969)
- La tua presenza nuda! (Diabólica malicia), regia di James Kelley e Andrea Bianchi (1972)
- Tod eines Fremden, regia di Reza Badiyi e Uri Massad (1973)
- Il marsigliese - Storia del re dello scasso (Le solitaire), regia di Alain Brunet (1973)
- Buona fortuna maggiore Bradbury (Paper Tiger), regia di Ken Annakin (1975)
- Barry Lyndon, regia di Stanley Kubrick (1975)
- Massacro a Condor Pass (Potato Fritz), regia di Peter Schamoni (1975)
- Autopsia di un mostro (À chacun son enfer), regia di André Cayatte (1977)
- Quell'ultimo ponte ( A Bridge Too Far), regia di Richard Attenborough (1977)
- I 4 dell'Oca selvaggia (The Wild Geese), regia di Andrew V. McLaglen (1978)
- I cacciatori dell'oceano (Blue Fin), regia di Carl Schultz (1978)
- Feine Gesellschaft - beschränkte Haftung, regia di Ottokar Runze (1982)
- Obiettivo mortale (Blue Fin), regia di Richard Brooks (1982)
- La talpa (Slagskämpen), regia di Tom Clegg (1984)

## Doppiatori italiani
Nelle versioni in italiano dei suoi film, Hardy Krüger è stato doppiato da: 
- Pino Locchi in La vergine sotto il tetto, Sfida agli inglesi, Hatari!, Amori di una calda estate, I 4 dell'Oca selvaggia
- Massimo Turci in L'inchiesta dell'ispettore Morgan, L'uomo senza passato
- Sergio Graziani in Il volo della fenice, La tenda rossa
- Carlo Alighiero in La battaglia della Neretva
- Aldo Giuffré in Il segreto di Santa Vittoria
- Roberto Bertea in Barry Lyndon
- Oreste Lionello in Obiettivo mortale